# Forsstroemia cryphaeoides
Forsstroemia cryphaeoides là một loài Rêu trong họ Leucodontaceae. Loài này được Cardot mô tả khoa học đầu tiên năm 1909.